# 法輪寺 (大田原市)
法輪寺（ほうりんじ）は、栃木県大田原市にある天台宗の寺院。

## 寺院構成
公式サイトによると、「光丸山並びに正覚山実相院法輪寺」とある。このように当寺では、大きく「光丸山」と「正覚山」の部分に分けることができる。「正覚山」は狭義の「法輪寺」であり、本尊は釈迦三尊である。「光丸山」は大日堂を中心とする伽藍であり、本尊は大日如来である。
なお、寺院全体の総称は「光丸山」である。公式サイトでも「正覚山法輪寺」ではなく「光丸山法輪寺」と称している。

## 歴史
860年（貞観2年）、慈覚大師円仁によって開山された。開山年代や創設者については他にも諸説ある。
円仁は諸国巡錫の旅に出ていて当地に至り、霊夢によって釈迦如来・大日如来両像を感得して寺を創建した。
1636年（寛永13年）、弁海によって中興された。
11月3日の本祭では、寺院としては珍しく神輿の渡御が行われるなど、神仏習合の名残を伝えている。

## 文化財
- 紙本著色釈迦涅槃図（栃木県指定有形文化財 昭和48年1月30日指定）[4]
- 紺紙金泥大般若波羅密多経（栃木県指定有形文化財 昭和48年1月30日指定）[5]
- 板絵墨画虎図（栃木県指定有形文化財 昭和48年1月30日指定）[6]
- 板絵著色四霊の図（栃木県指定有形文化財 昭和48年1月30日指定）[7]
- 勅額門（大田原市指定有形文化財 昭和41年2月15日指定）[8]
- 大天狗面（大田原市指定有形文化財 昭和41年2月15日指定）[9]
- 西行桜（大田原市指定天然記念物 昭和41年2月15日指定）[10]

## 交通アクセス
- 路線バス佐良土停留所より徒歩4分。